# 32074 Kevinsadhu
32074 Kevinsadhu este un asteroid din centura principală de asteroizi.

## Descriere
32074 Kevinsadhu este un asteroid din centura principală de asteroizi. A fost descoperit pe 10 mai 2000 la Socorro, New Mexico, în cadrul proiectului LINEAR. Asteroidul prezintă o orbită caracterizată de o semiaxă mare de 2,21 ua, o excentricitate de 0,13 și o înclinație de 0,5° în raport cu ecliptica.